# جرج فرانکام
جرج فرانکام (انگلیسی: George Francomb؛ زادهٔ ۸ سپتامبر ۱۹۹۱) بازیکن فوتبال اهل بریتانیا است.
از باشگاه‌هایی که در آن بازی کرده‌است می‌توان به باشگاه فوتبال بارنت، باشگاه فوتبال هیبرنین، باشگاه فوتبال نوریچ سیتی، و باشگاه فوتبال ای‌اف‌سی ویمبلدون اشاره کرد.